# 奥尔穆瓦 (约讷省)
奥尔穆瓦（法語：Ormoy，法語發音：[ɔʁmwa] ⓘ）是法国约讷省的一个市镇，属于欧塞尔区。

## 地理
奥尔穆瓦（47°57'15"N, 3°34'22"E）面积13.33 平方千米，位于法国勃艮第-弗朗什-孔泰大區约讷省，该省份为法国中北部内陆省份，西接卢瓦雷省，西北接塞纳-马恩省，南至涅夫勒省，东临科多尔省，东北与奥布省接壤。
与奥尔穆瓦接壤的市镇（或旧市镇、城区）包括：埃农、欧特里沃、博蒙、阿尔芒松河畔布列农、舍尼、米热讷、蒙圣叙尔皮斯。

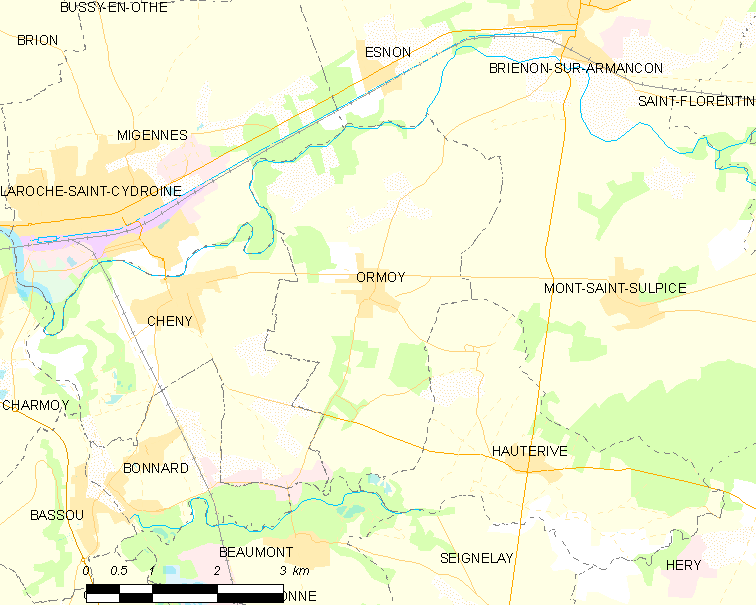
的OSM定位图

奥尔穆瓦的时区为UTC+01:00、UTC+02:00（夏令时）。

## 行政
奥尔穆瓦的邮政编码为89400，INSEE市镇编码为89282。

## 政治
奥尔穆瓦所属的省级选区为圣弗洛朗坦县。

## 人口

1962-2008年间人口变化图示

奥尔穆瓦于2022年1月1日时的人口数量为650人。